# Solidaridad pluralista

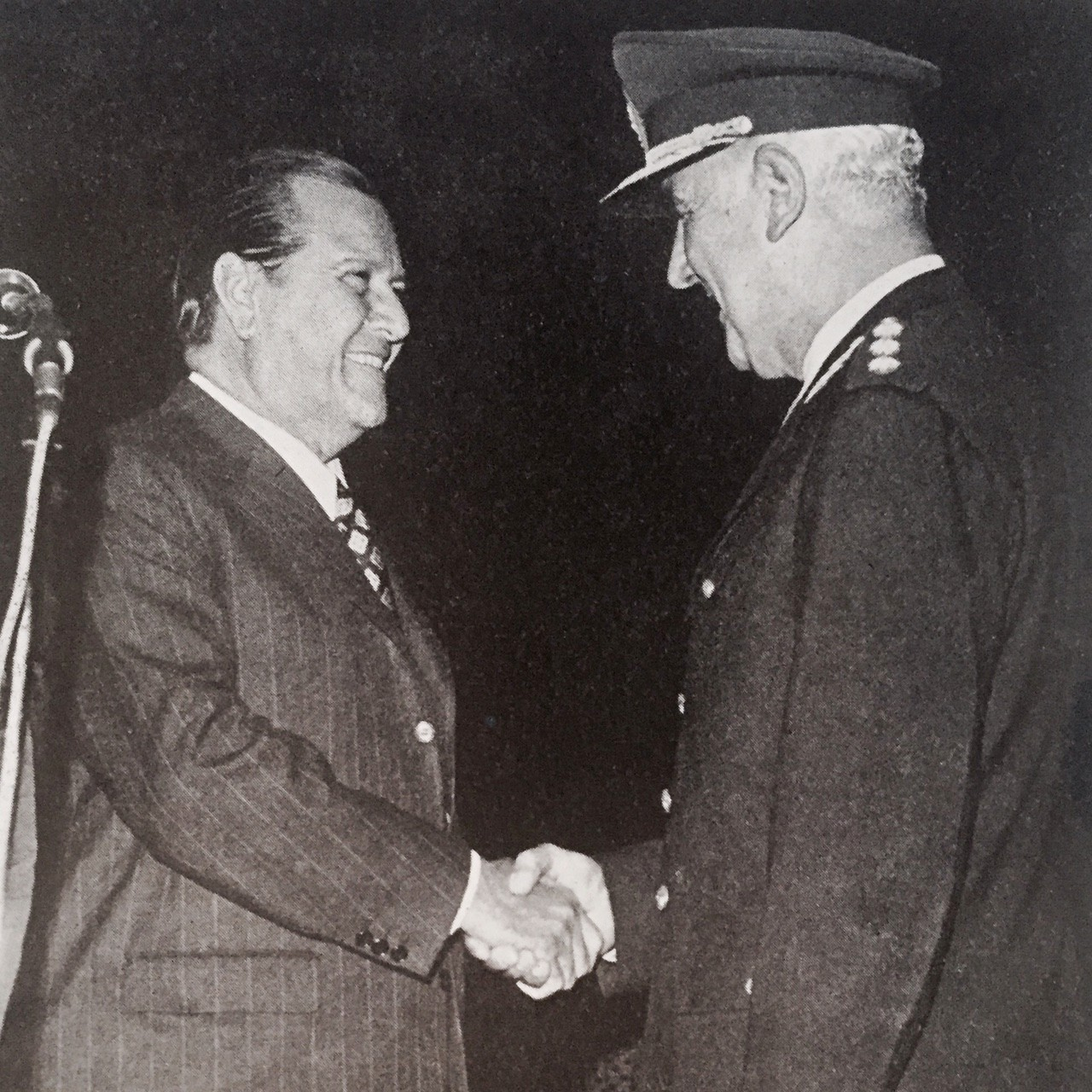
Encuentro entre el presidente de Venezuela Rafael Caldera con el Presidente de la Nación Argentina de facto Alejandro Agustín Lanusse en 1973.

Solidaridad pluralista, también conocida como pluralismo ideológico, fue el término acuñado para describir la política exterior de Venezuela durante el primer gobierno del presidente Rafael Caldera. La política significó el abandono de la Doctrina Betancourt, que establecía la ruptura de relaciones diplomáticas con gobiernos dictatoriales, y dio paso al reconocimiento diplomático a gobiernos de facto y a la cooperación con regímenes políticos de distinta naturaleza e ideología. Como consecuencia, el gobierno venezolano estableció relaciones diplomáticas con todos los gobiernos de América Latina (con la excepción de Haití y Cuba), fuesen democráticos o no, una política de relajación con Cuba, y una apertura diplomática hacia el bloque socialista. Caldera plasmó estas ideas en su libro «La Solidaridad Pluralista de América Latina».